# Mauro Ortiz
Mauro Gabriel Ortiz (Berazategui, 27 de septiembre de 1994) es un futbolista argentino. Juega como extremo derecho y su equipo actual es el Club Atlético Nueva Chicago de la Primera Nacional.

## Trayectoria

### Berazategui
Se formó futbolísticamente en el Lanús, hizo su debut en Berazategui, de la Primera C, en 2014. En sus primeras dos temporadas logró continuidad volviéndose una pieza importante de su equipo, que sin embargo no logró posiciones destacadas. En el campeonato 2015 se destacó convirtiendo 6 goles, en una campaña en la que el Naranja se mantuvo en la parte alta de la tabla.

### Deportivo Riestra
Su buen desempeño ese semestre despertó el interés del Deportivo Riestra, de la Primera B, donde rápidamente se adaptó al cambio de categoría. Realizó su debut el 12 de julio en la caída de su equipo ante Platense, y un mes después convirtió su primer gol al Deportivo Español. Ortiz completó 15 apariciones para el Blanquinegro en el campeonato, y otras 14 en la temporada 2016, de seis meses de duración. En el Campeonato 2016-17 el Malevo fue un animador desde el inicio de las acciones, con Ortiz completando asistencia perfecta en todos los cotejos del certamen. Sus 14 goles permitieron a Riestra lograr el subcampeonato y avanzar al Torneo Reducido. Ortiz disputó todos los partidos del torneo eliminatorio y convirtió goles en la semifinal ante Deportivo Español y el gol consagratorio en la final ante Comunicaciones, que otorgó a su equipo el ascenso a la Primera B Nacional por primera vez en su historia.

### Talleres
El éxito de la temporada anterior le permitió a Ortiz fichar por Talleres y hacer su debut en Primera División, a préstamo por un año con opción de compra.Habitual pieza de recambio, su buen desempeño llevó a que el Matador adquiera su ficha. Ortiz permaneció así por un total de cuatro temporadas en el conjunto cordobés, aunque lesiones recurrentes le impidieron lograr continuidad.

### Salidas a préstamo y regreso al Deportivo Riestra
En 2022 Ortiz fichó en Patronato en calidad de préstamo por un año sin cargo. En el equipo entrerriano Ortiz disputó la mayoría de los cotejos de la Copa de la Liga Profesional de ese año, sin convertir goles. Al cabo del primer semestre rescindió su vínculo con el Patrón y fichó con Motagua para disputar el Apertura hondureño y la Liga Concacaf. Ortiz disputó 13 partidos para las Águilas Azules, incluyendo los dos partidos de la semifinal continental en la que cayeron ante Olimpia, y la vuelta de la final doméstica en la que fueron derrotados por el mismo rival.
Para la temporada 2023 Ortiz emprendió su regreso al Deportivo Riestra, a la sazón en la Primera Nacional. Aquejado nuevamente por algunas lesiones, Ortiz disputó 13 partidos en la temporada, convirtiendo un gol para lograr el triunfo ante Villa Dálmine por la fecha 23. No hizo apariciones en el Torneo Reducido, en el que Deportivo Riestra selló su pasaje a la Primera División por primera vez en su historia.
Ortiz debutó en la temporada 2024 en el partido en que su equipo enfrentó a Vélez Sarsfield por la Copa de la Liga Profesional, convirtiendo el primer gol del Deportivo Riestra en un partido de Primera División en su historia.

## Estadísticas
| Club | Div.                | Temporada           | Liga  | Liga  | Copas Nac. (1) | Copas Nac. (1) | Copas Internac. (2) | Copas Internac. (2) | Total | Total |
| Club | Div.                | Temporada           | Part. | Goles | Part.          | Goles          | Part.               | Goles               | Part. | Goles |
| --- | ------------------- | ------------------- | ----- | ----- | -------------- | -------------- | ------------------- | ------------------- | ----- | ----- |
| A. D. Berazategui Argentina | 4.ª                 | 2013-14             | 16    | 4     | 0              | 0              | —                   | —                   | 16    | 4     |
| A. D. Berazategui Argentina | 4.ª                 | 2014                | 14    | 0     | —              | —              | —                   | —                   | 14    | 0     |
| A. D. Berazategui Argentina | 4.ª                 | 2015                | 22    | 6     | 1              | 0              | —                   | —                   | 23    | 6     |
| A. D. Berazategui Argentina | Total               | Total               | 52    | 10    | 1              | 0              | 0                   | 0                   | 53    | 10    |
| Deportivo Riestra Argentina | 3.ª                 | 2015                | 15    | 2     | 0              | 0              | —                   | —                   | 15    | 2     |
| Deportivo Riestra Argentina | 3.ª                 | 2016                | 14    | 3     | —              | —              | —                   | —                   | 14    | 3     |
| Deportivo Riestra Argentina | 3.ª                 | 2016-17             | 41    | 16    | 1              | 1              | —                   | —                   | 42    | 17    |
| Deportivo Riestra Argentina | 2.ª                 | 2023                | 13    | 1     | 1              | 0              | —                   | —                   | 14    | 1     |
| Deportivo Riestra Argentina | 1.ª                 | 2024                | 0     | 0     | 6              | 1              | —                   | —                   | 6     | 1     |
| Deportivo Riestra Argentina | Total               | Total               | 83    | 22    | 8              | 2              | 0                   | 0                   | 91    | 24    |
| Talleres de Córdoba Argentina | 1.ª                 | 2017-18             | 13    | 0     | 2              | 0              | —                   | —                   | 15    | 0     |
| Talleres de Córdoba Argentina | 1.ª                 | 2018-19             | 11    | 2     | 1              | 0              | 0                   | 0                   | 12    | 2     |
| Talleres de Córdoba Argentina | 1.ª                 | 2019-20             | 0     | 0     | 3              | 0              | —                   | —                   | 3     | 0     |
| Talleres de Córdoba Argentina | 1.ª                 | 2021                | 3     | 0     | 4              | 0              | 4                   | 0                   | 11    | 0     |
| Talleres de Córdoba Argentina | Total               | Total               | 27    | 2     | 10             | 0              | 4                   | 0                   | 41    | 2     |
| C. A. Patronato Argentina | 1.ª                 | 2022                | 1     | 0     | 10             | 0              | —                   | —                   | 11    | 0     |
| C. A. Patronato Argentina | Total               | Total               | 1     | 0     | 10             | 0              | 0                   | 0                   | 11    | 0     |
| F. C. Motagua Honduras | 1.ª                 | 2022-23             | 9     | 1     | —              | —              | 4                   | 0                   | 13    | 1     |
| F. C. Motagua Honduras | Total               | Total               | 9     | 1     | 0              | 0              | 4                   | 0                   | 13    | 1     |
| C. A. Nueva Chicago Argentina | 2.ª                 | 2024                | 0     | 0     | —              | —              | —                   | —                   | 0     | 0     |
| C. A. Nueva Chicago Argentina | Total               | Total               | 0     | 0     | 0              | 0              | 0                   | 0                   | 0     | 0     |
| Total en su carrera | Total en su carrera | Total en su carrera | 172   | 35    | 29             | 2              | 8                   | 0                   | 209   | 37    |
| (1) La copa nacional se refiere a la Copa Argentina, la Copa de la Superliga y la Copa de la Liga Profesional.(2) La copa internacional se refiere a la Copa Sudamericana y la Liga Concacaf. |                     |                     |       |       |                |                |                     |                     |       |       |

 Actualizado al último partido disputado el 8 de abril de 2024.

## Palmarés

### Otros logros
| Logro                                                | Club              | Año           |
| ---------------------------------------------------- | ----------------- | ------------- |
| Subcampeón de Primera B                              | Deportivo Riestra | 2016-17       |
| Subcampeón de la Liga Nacional de Fútbol de Honduras | Motagua           | Apertura 2022 |